# Mülheim
Mülheim là một thành phố trong bang Nordrhein-Westfalen của nước Đức. Thành phố có diện tích km², dân số thời điểm cuối năm 2009 là 168.956 người.